# Jerónimo de Silva
Jerónimo de Silva (Valladolid, 1518-Huamanga, 1574) Conquistador castellano. El 1 de junio de 1572 fundó como pueblo de indios la que hoy es la ciudad de Huancayo, capital del departamento de Junín, Perú.

## Biografía
Nació en Valladolid en 1518. Pasó a Indias en 1539 llegando al Perú en  1541. Se casó Casado con Ana Cermeño, cuñada del conquistador Martín Pizarro; hermana del gonzalo-pizarrista Pedro Cermeño.
Alrededor de 1562 enviuda y se casa en segundas nupcias con Mariana de Ribera, hija de Nicolás de Ribera, El mozo. Vivió en Lima durante la conspiración almagrista que acabaría asesinando al gobernador Francisco Pizarro. Es confundido y apresado con los almagristas conspiradores. Escapa del puerto del Callao a Tumbes, para reunirse con el gobernador Vaca de Castro; sirviendo en la compañía del capitán Peransúarez de Caporredondo. No participa en la batalla de Chupas (1542).
Vuelve aparecer al servicio del virrey Blasco Núñez de Vela, y apresado durante la rebelión de los oidores en Lima (defensores de perpetuidad de la encomienda de indios), fuga a Lunahuaná perseguido a muerte por Gonzalo Monjarraz. Fue tutor de Diego de Agüero El mozo a la muerte de su padre, amigo suyo. Iniciada la rebelión de los “pizarro”, participó obligado como alguacil mayor del Cabildo de Lima, pero acusado de realista fue perseguido por Francisco de Carbajal; hasta la intervención de Antonio de Ribera. Llegado Lorenzo de Aldana pasa al bando real, al frente de un grupo de caballería en Nazca y de ahí a Huaytará. Obtuvo luego el cargo de alcalde en 1551, 1555, 1557 y 1559. 
En 1551 fue tutor de Gaspar Centeno, hijo menor del conquistador Diego de Centeno. Alcalde ordinario de la ciudad de Lima a la llegada del presidente La Gasca de Huanarima (1548). Escribe una Relación de los sucesos del Perú desde la partida de Pedro de La Gasca. Como mayordomo y procurador de la ciudad de Lima, representó a algunos vecinos perjudicados con la anulación del trabajo personal de los indios (1552), acontecimiento que desencadenara luego la rebelión de Hernández Girón. Pregonada la anulación, los vecinos determinaron consultar al Rey a través del virrey Antonio de Mendoza, entonces enfermo e indispuesto. Los oidores maltrataron verbalmente a Jerónimo de Silva por defender los intereses de los encomenderos como si fueran los de la ciudad de Lima y el Perú: “Fue la reprehensión por ser general la suplicación, por que decían los oidores que el que pretendiese ser agraviado, respondiese por si y no por común, por que algunos vecinos habrían que no reclamasen, y otros no habrían de que”. La resistencia de los oidores a la presión de los encomenderos es la defensa de la centralización del poder Real en Indias contra la presión de la oligarquía semifeudal encomendera. Las disposiciones sobre el servicio personal, la tasa y la retasa crearon un clima tal de inconformidad, que se planeó arrestar a los oidores durante las exequias del virrey Antonio de Mendoza (1552).
Jerónimo de Silva tuvo el encargo de capturar a Martín de Robles (conspirador) en la ciudad de Arequipa, lográndolo en Chincha. Tuvo el cargo de capitán de la mar en el galeón que transportó soldados y pertrechos contra Francisco Hernández Girón (1564). Tuvo el mando de la armada virreinal hasta después de la ejecución de Francisco Hernández Girón (1554). Fue regidor perpetuo de la ciudad entre 1559 y 1574. Con el virrey marques de Cañete logró la alcaldía de la Santa Hermandad con 1000 pesos, pero se anuló: “por no tener potestad el virrey para dichos nombramientos” (Real Cédula del 4 de mayo de 1562). El virrey conde de Nieva (1561) aumentó sus indios encomendados con los de Huanchos, Totora, Chimata, Conde, Lipes, Sica-Sica, Yuayos y Magdalena antes pertenecientes al hatuncuraca Gonzalo Taulichusco. Murmuraciones y entredichos anulararon sus nuevas encomiendas. 
En 1564 dirige al Rey una carta con sugerencias para el “buen gobierno” del Perú, por encargo y recomendación de su amigo el arzobispo dominico Jerónimo de Loayza. Propone respetar y asimilar la tradición administrativa Inca, dando más potestades a los curacas y reduciéndoselas a los corregidores inhábiles, para quienes pide destierro; también solicita se nombre nuevo virrey. Más tarde el virrey Toledo nombrole visitador de Jauja y Huamanga; después entre 1572 y 1573 funda la reducción de Huancayo, antecedente de la ciudad. En una visita se desbarranca y muere en Huamanga el 17 de marzo de 1574. Sus restos se depositan en una capilla de su propiedad, dentro del Convento de San Francisco de Lima.